# Новгородський хрест

Новгородський хрест

Новгородський хрест — є різновидом темпларського (тамплієрського) хреста, що включає в центрі збільшене коло або ромбоподібну фігуру. Іноді кінці включені в коло.

## Особливості
Подібна форма хрестів є поширеною в землях стародавнього Новгорода. У процесі розвитку, до XV століття, форма новгородських хрестів змінюється до виду «круглий хрест», нагадує не стільки хрест, скільки диск з чотирма прорізами. В інших землях і серед інших традицій дана форма хреста використовується рідко.
Є різновид, що поєднує в собі коло і хрест, кінці якого, що виступають за межі кола, також мають хрестоподібні закінчення.